# Шапкино (Краснослободський район)
Ша́пкино (рос. Шапкино, ерз. Рябкинский Завод) — присілок у складі Краснослободського району Мордовії, Росія. Входить до складу Старорябкинського сільського поселення.
Населення — 139 осіб (2010; 153 у 2002).
Національний склад (станом на 2002 рік):
- росіяни — 94 %

Стара назва — Рябкинський Завод.